# Рождественская церковь на Придаче
Рождественская церковь — частично разрушенный и восстанавливаемый православный храм в городе Воронеже. Расположен в бывшей слободе Придача (Железнодорожный район города). Старейшее (конец XVIII века) из сохранившихся зданий левобережной части Воронежа и один из старейших храмов левобережья.
Церковь была закрыта в 1930-е и стала использоваться в промышленных целях. При переоборудовании были уничтожены барабан с куполом, объёмы приделов, верхние ярусы колокольни и своды трапезной, оборудован верхний этаж. К началу XXI века от церкви остались кирпичные прямоугольные объёмы храмовой части, трапезной и колокольни с двускатной крышей. В начале ноября 2015 года частный собственник здания храма строительная компания «Выбор», начал его снос. К тому времени старинная церковь не была внесенная воронежскими властями в перечень объектов исторического и культурного наследия Воронежской области. В результате был частично разрушена апсидная часть храма, в которой находился алтарь. Благодаря преданию этого факта огласке в средствах массовой информации разрушение церкви было приостановлено; храм Рождества Христова и участок под ним площадью 2,8 тыс. м² на безвозмездной основе был передан в собственность Воронежской епархии. В феврале 2016 года в храме прошла первая служба с 1930 года.
В настоящее время церковь располагается в центре старой части бывшей слободы Придача, на улице Димитрова, под углом к красной линии улицы. Изначально располагалась на перекрёстке Большой дороги и Кузнечной улицы. Изображений храма, кроме отдельных фрагментов, до приспособления его под хозяйственные нужды долгое время не было обнаружено, в 2017 году краеведами города была найдена старинная фотография храма.

## Архитектура

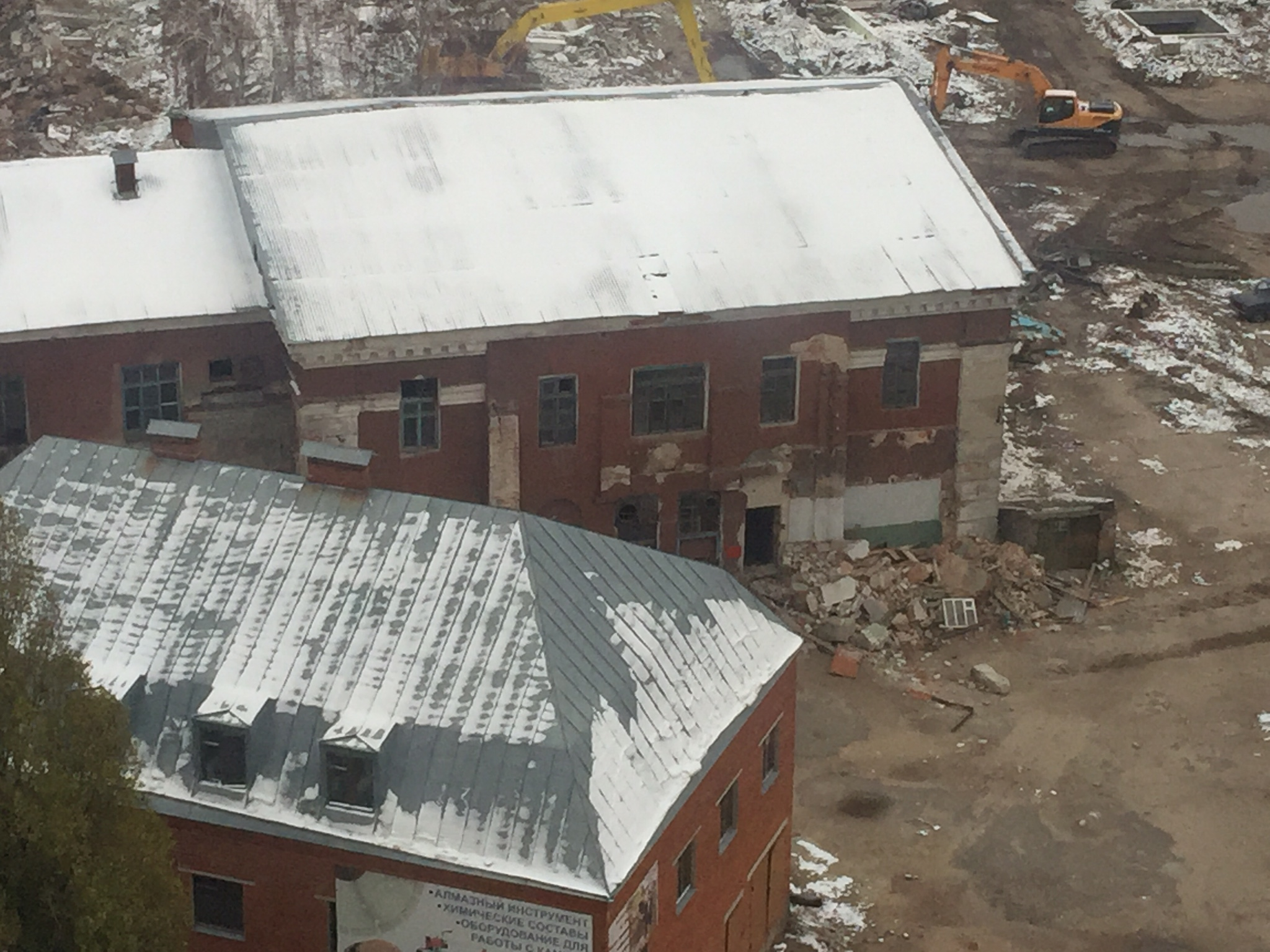
Основной объём храма

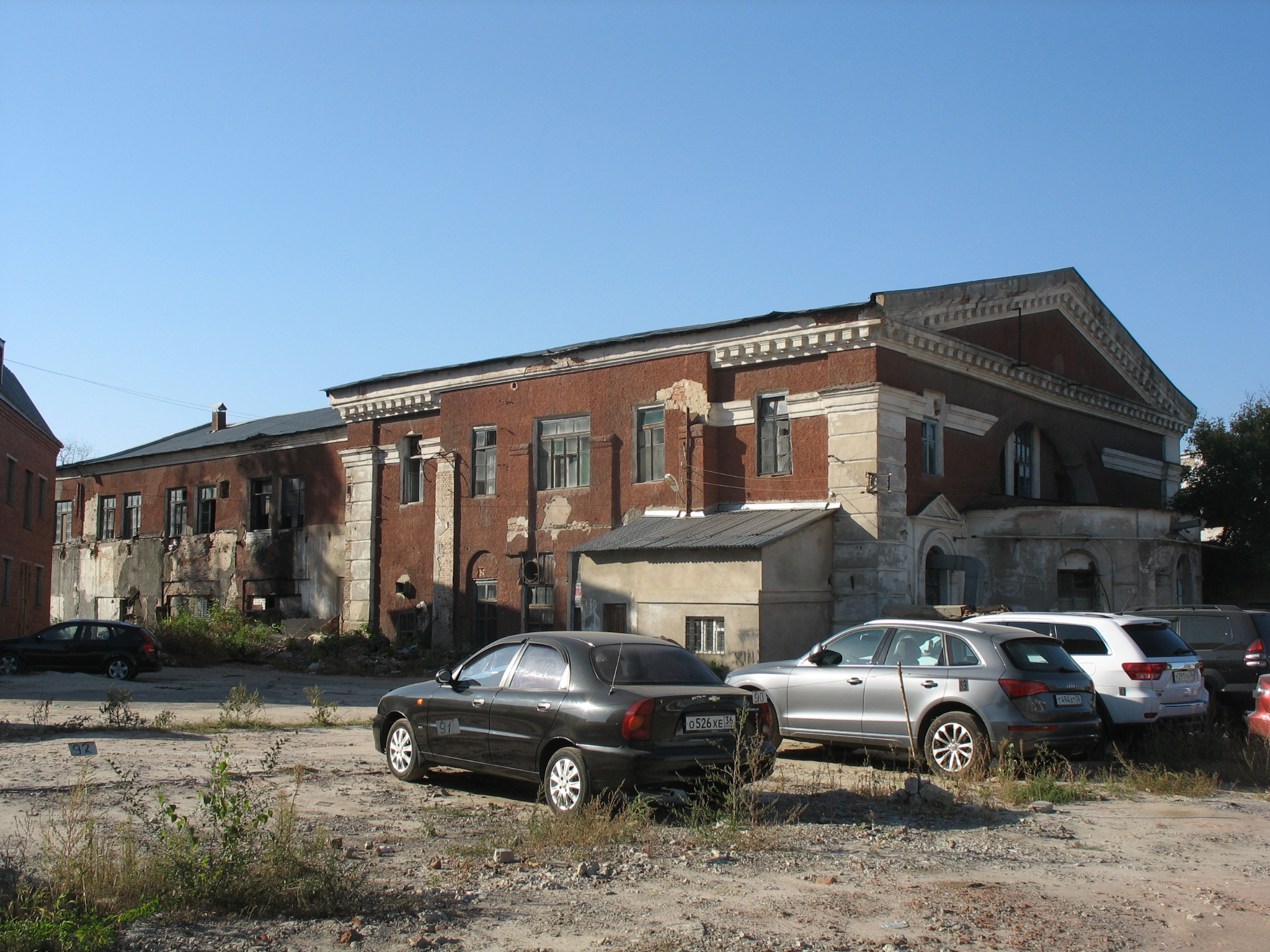
Храм в сентябре 2015 года (видно ещё частично сохранившуюся алтарную апсиду)

В архитектурном плане церковь относится к типу храмов «корабль» и выстроено в стиле классицизма. К церкви с востока пристроена апсида, с запада — прямоугольная традиционная трапезная и колокольня. Углы её объёма с двумя горизонтальными рядами окон, обозначены лопатками, несущими антаблемент. На восточных углах лопатки широкие, оштукатуренные под ленточный руст. Венчающий карниз и карнизы фронтонов дополнены поясом сухариков. Карниз, опоясывающий здание под антаблементом, прерывается на восточном фасаде арочным киотом, в котором было прорезано прямоугольное окно, а также прямоугольным окном с навершием в виде прямоугольной рамки, украшенной небольшой круглой розеткой.
Храм в начале XX века имел длину 25 саженей (53 м), ширину 8 саженей и 1 аршин (18 м) и высоту — 5 саженей (10,5 м). Колокольня была в три с половиной яруса, а её высота до карниза достигала 14 саженей (30 м). Церковь венчал купол с 12 окнами.

## История

### Строительство деревянного храма
Деревянная церковь Рождества Христова в слободе Придача на этом месте появилась в 1680 году, ранее всех левобережных пригородных поселений. До строительства собственных церквей к Рождественскому приходу относились и жители близлежащих слободы Монастырщенка и деревни Отрожка. Храм дважды перестраивался в XVIII веке в 1745 и 1773 годах.

### Строительство каменного храма
В 1785 году на том же месте началось строительство каменной церкви, взамен обветшавшего деревянного. 22 марта 1795 года большой кирпичный храм был также освящён во имя Рождества Христова. В приходе церкви в 1805 году числилось 415 домов и 2467 человек. 16 февраля 1847 года здесь встречали из Новочеркасска нового владыку, архиепископа Воронежского и Задонского Игнатия (Семёнова).
Через полвека церковь уже не могла вмещать всех верующих и началась её очередная перестройка. 26 октября 1856 года церковь была закончена и освящена. Позднее рядом с главным алтарём были пристроены приделы во имя преподобного Сергия Радонежского и святого великомученика Фёдора Стратилата (пристроен в 1880-е годы). В трапезной имелись приделы евангелиста Иоанна Богослова и святого чудотворца Николая Мирликийского. Церковь имела 66 десятин земли, каменную лавку и две кузницы. Доходы от которых шли на содержание причта.
В 1896 году у церкви была выстроена каменная одноэтажная воскресная школа; её строительство обошлось в 5 тысяч рублей. 6 декабря 1898 года на службе в храме была произнесена проповедь в честь тезоименитства Государя Великого Николая II, сочинённая известным русским мыслителем Николаем Фёдоровым, проживавшим в то время в Воронеже и присутствовавшим на богослужении. В 1911 году в приходе церкви насчитывалось 548 домов и 2812 человек.
Изучение кирпичной кладки показало, что стены четверика относятся к середине XIX века, а кладка трапезной заметно отличается — она сохранилась с конца XVIII века. Вероятнее всего, основа колокольни, с её огромными полуколоннами, также относится к концу XVIII века.

### Закрытие храма
Учитывая многочисленное ходатайство граждан слободы Придача высказавшихся 2215 человек и наказ избирателей о закрытии церкви и переоборудовании таковой под клуб-театр, на что райсовет имеет соответствующие средства и принимая во внимание имеющиеся две церкви одного направления, расположенные в 3 километрах, где верующие могут отправлять религиозные обряды, решение райсовета о закрытии церкви и переоборудовании последней под клуб-театр утвердить.
В 1922 году из церкви были изъяты ценности. В 1930 году слобода Придача вошла в состав города Воронежа. 31 октября 1932 года был утверждён протокол областной комиссии по церковным делам: решено церковь закрыть и переоборудовать под клуб-театр. Однако уже в конце 1930-х годов здание стало использоваться в промышленных целях. В 1941 году после капитального ремонта тут расположилась прядильная фабрика. Переоборудование под промышленные нужды значительно изменило здание. Так, вероятно при капитальном ремонте, были уничтожены барабан с куполом и держащие их столпы, объёмы приделов, верхние ярусы колокольни и своды трапезной. Во время Великой Отечественной войны здание относилось к ремонтной базе. Во время военных действий в храме располагался наблюдательный пункт Красной Армии, а на погосте проводились захоронения погибших бойцов, что нашло отражение в работах советского журналиста-фотографа Совинформбюро Семёна Фридлянда. После освобождения Воронежа, в 1944 году, здание было возвращено горпромкомбинату. В итоге в здании церкви было обустроено общежитие для немецких военнопленных, которые восстанавливали завод № 64 (авиазавод).

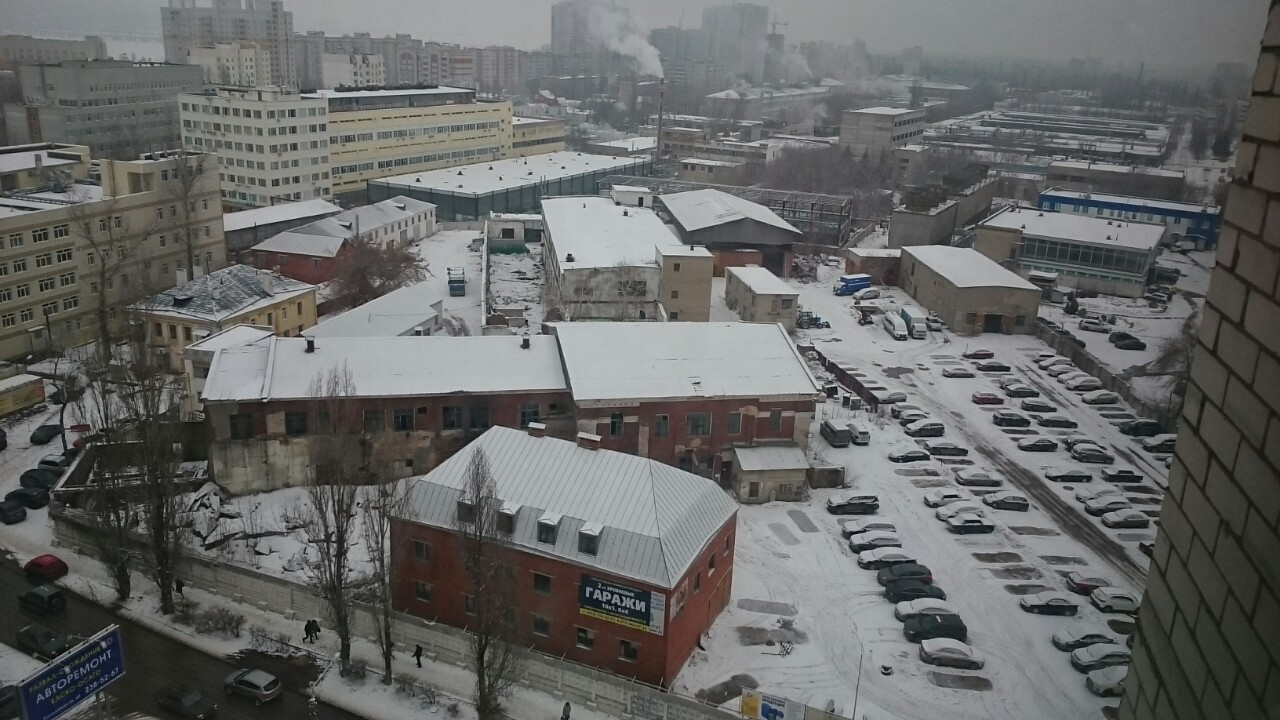
Вид на церковь и прилегающую территорию до демонтажных работ на территории бывшего завода

В 1952 году недействующая церковь была безвозмездно передана Воронежскому ремонтно-подшипниковому заводу треста «Союзремонтподшипник» (с 1956 — Воронежский завод «Автозапчасть»). В советское время, вероятно, был надстроен верхний этаж, треугольный фронтон и полукруглое окно в алтарной части
Русская православная церковь вела затяжные переговоры с городскими властями, чтобы они помогли перевести храм на баланс епархии, однако так как мэрия была не вправе принуждать собственника здания к каким либо действиям по отчуждению имущества переговоры так ни к чему и не привели.
К началу XXI века от церкви остались кирпичные прямоугольные объёмы храмовой части, трапезной и колокольни с двускатной крышей. Здание долгое время было окружено пристройками производственного характера и высоким забором и только отдалённо напоминало культовое сооружение.

### Попытка сноса здания

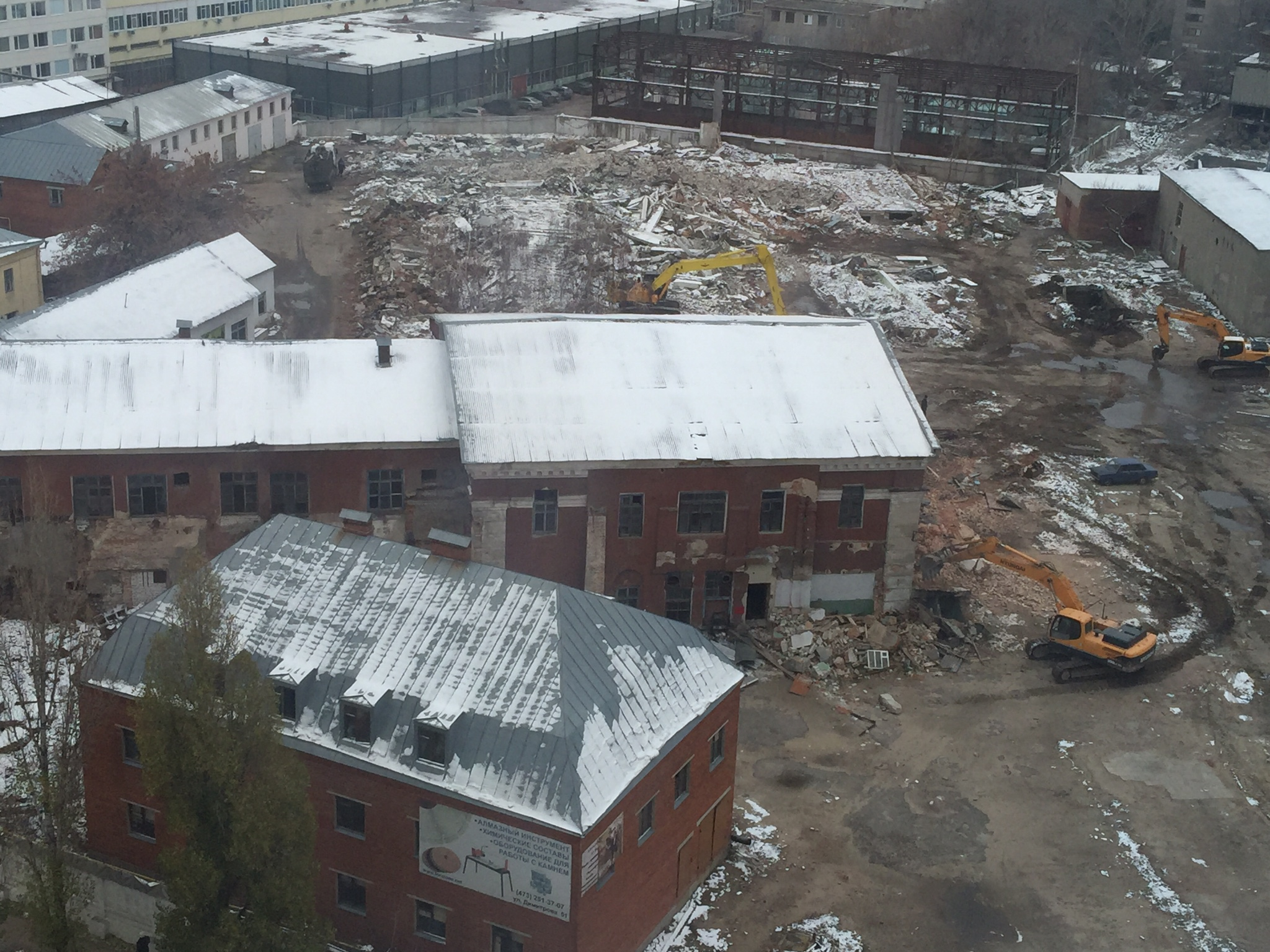
Снос алтарной апсиды

18 ноября 2015 года была снесена алтарная часть храма. Здание с многовековой историей, являющееся едва ли не самым старым зданием на Левом берегу Воронежа, не было внесено в перечень объектов исторического и культурного наследия Воронежской области, поэтому здание могло быть снесено как обычный дом. Однако, из-за вмешательства воронежских общественников и духовенства работы по демонтажу здания временно прекратились. По мнению воронежского историка и краеведа Ольги Рудевой окончательно остановить работы может только волевое решение властей. Высказываются мнения, что на месте церкви предполагается строительство жилых домов или торгово-развлекательного центра строительной компанией «Выбор», принадлежащей депутату областной думы. Представители строительной компании «Выбор» от комментариев насчёт будущего здания церкви и территории отказались.

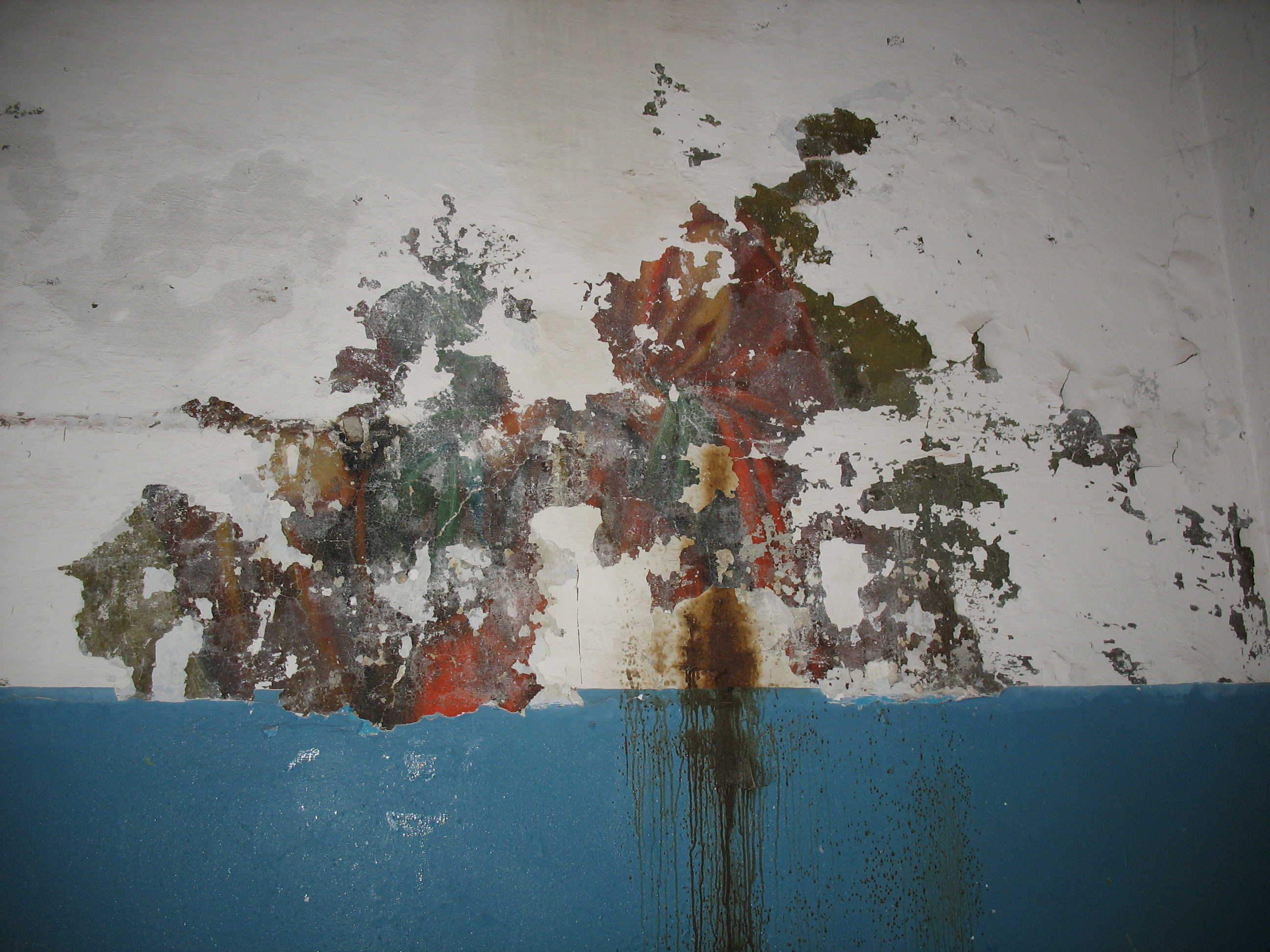
Сохранившаяся фреска

При проведении экскурсии 20 ноября в церкви была обнаружена сохранившаяся старинная фреска (созданная, предположительно в XIX веке на средства горожан), скрытая под слоем краски и штукатурки. Также 20 ноября состоялся и народный сход у стен Рождественского храма. Был организовали сбор подписей в защиту бывшего храма. Письмо подписали более 3 тысяч воронежцев. При проведении экскурсии, по некоторым сообщениям, стало известно и о том, что строительная компания отказалась от сноса здания и передаст его епархии. Несколько позже в руинах сломанной алтарной апсиды были обнаружены фрагменты ещё одной фрески, предположительно с образом святителя Митрофана Воронежского.
Официальной реакции на снос церкви от главы региона Алексея Гордеева, главы города Александра Гусева и епископа Воронежского и Лискинского Сергия не последовало. На сайте change.org было размещено обращение к президенту России Владимиру Путину и главе региона Александру Гордееву с просьбой, вернуть храм православным верующим.

### Передача епархии и восстановление
25 ноября 2015 года пресс-служба строительной компании «Выбор» заявила, что здание бывшего храма Рождества Христова и участок под ним площадью 2,8 тыс. м² на безвозмездной основе передается в собственность Воронежской епархии. В здании планируются комплексные работы по реконструкции и реставрации. Ведётся работа по включению здания храма в перечень объектов исторического и культурного наследия Воронежской области.
Состояние здания при его передаче оказалось весьма плачевным: алтарь разрушен, штукатурка на стенах осыпалась, перила на лестницах сняты, окна разбиты, всюду застоявшийся запах горюче-смазочных материалов. В январе 2016 года начался временный ремонт церкви, возводится алтарь. Первая служба прошла в феврале 2016 года. К концу 2017 года разработаны 2 проекта реконструкции церкви, во многом не учитывающие её исторический облик.

## Захоронения
В церковной ограде были похоронены протоиерей из Острогожска Андрей Фёдоров и старец Авраамий (перекрестившийся мусульманин-турок). К северо-востоку от храма было обустроено Придаченское кладбище. Здесь в 1910 году была похоронена почётная гражданка Воронежа Анна Анкиндинова. В 1920—1930-е годы, когда были уже закрыты Чугуновское и Новостроящееся кладбища, а Коминтерновское ещё не было открыто, здесь хоронили воронежцев. В 1940 году на Придаченском погосте была похоронена Феоктиста (Шульгина) (в 1966 перезахоронена на Левобережном кладбище). Придаченское кладбище было утрачено в 1960-х годах, при строительстве здания проектного института и сквера рядом с ним. В настоящее время сохранились остатки склепов и могильный камень почётной гражданки Воронежа Анны Анкиндиновой.

## Причт
Среди духовенства, служившего в храме, известны священники Пётр (1732), Герасим Андреев (1777), Стефан Архипов (1805), Тимофей Смирнов (1805), Феодор Чекалин (1830-е) и Михаил Иванович Скрябин (1894—1900), а также исполнявший должность псаломщика диакон Дмитрий Васильевич Попов (1897—1900) и в 1900 году — диакон Алексей Иванович Высоцкий и псаломщик Иван Яковлевич Петров. В 1911 году священниками в церкви значились Иоанн Михайлович Скрябин (с 1880 года) и Митрофан Романовский (с 1902 года).
Настоятелем храма с 7 декабря 2015 года является иерей Виталий Котаев.